# Syllepte ageneta
Syllepte ageneta là một loài bướm đêm trong họ Crambidae.